# Abra seurati
Abra seurati is een tweekleppigensoort uit de familie van de Semelidae. De wetenschappelijke naam van de soort werd in 1906 gepubliceerd door Lamy.